# 仙北町車站
仙北町車站（日语：／ Sembokuchō eki */?）是一由東日本旅客鐵道（JR東日本）所經營的鐵路車站，位於日本岩手縣盛岡市仙北2丁目。仙北町是JR東日本東北本線沿線的一個車站，管轄上位於JR東日本盛岡支社的範圍之內，是個由盛岡車站管理，並委由JR東日本子公司Jaster（ジャスター）所經營的業務委託車站，設有綠窗口（みどりの窓口）。
車站名稱源於所在地的地名「仙北町」，此地名又源自位於過去在秋田縣仙北郡底下曾存在過的一個同名地區（今日已成為大仙市的一部份），由於車站周遭地區有許多來自於秋田縣仙北町的移民，因此以故鄉替新的移居地命名。

## 車站結構
島式月台1面2線的地面車站。站舍與月台以跨線天橋連接。

### 月台配置
| 月台 | 路線      | 方向 | 目的地           |
| ---- | --------- | ---- | ---------------- |
| 1    | ■東北本線 | 上行 | 花卷、一之關方向 |
| 2    | ■東北本線 | 下行 | 盛岡方向         |

## 相鄰車站
東日本旅客鐵道
■東北本線
□快速「濱百合」
通過
□快速「阿弖流為」（只限早上下行1班）
矢幅 → 仙北町 → 盛岡
■普通
岩手飯岡－仙北町－盛岡

## 外部連結
- （日語）仙北町車站（JR東日本）（页面存档备份，存于）